# Корчівка (Черняхівська селищна громада)
Корчі́вка — село в Україні, у Житомирському районі Житомирської області, входить до складу Черняхівської селищної громади. Населення становить 155 осіб.

## Історія

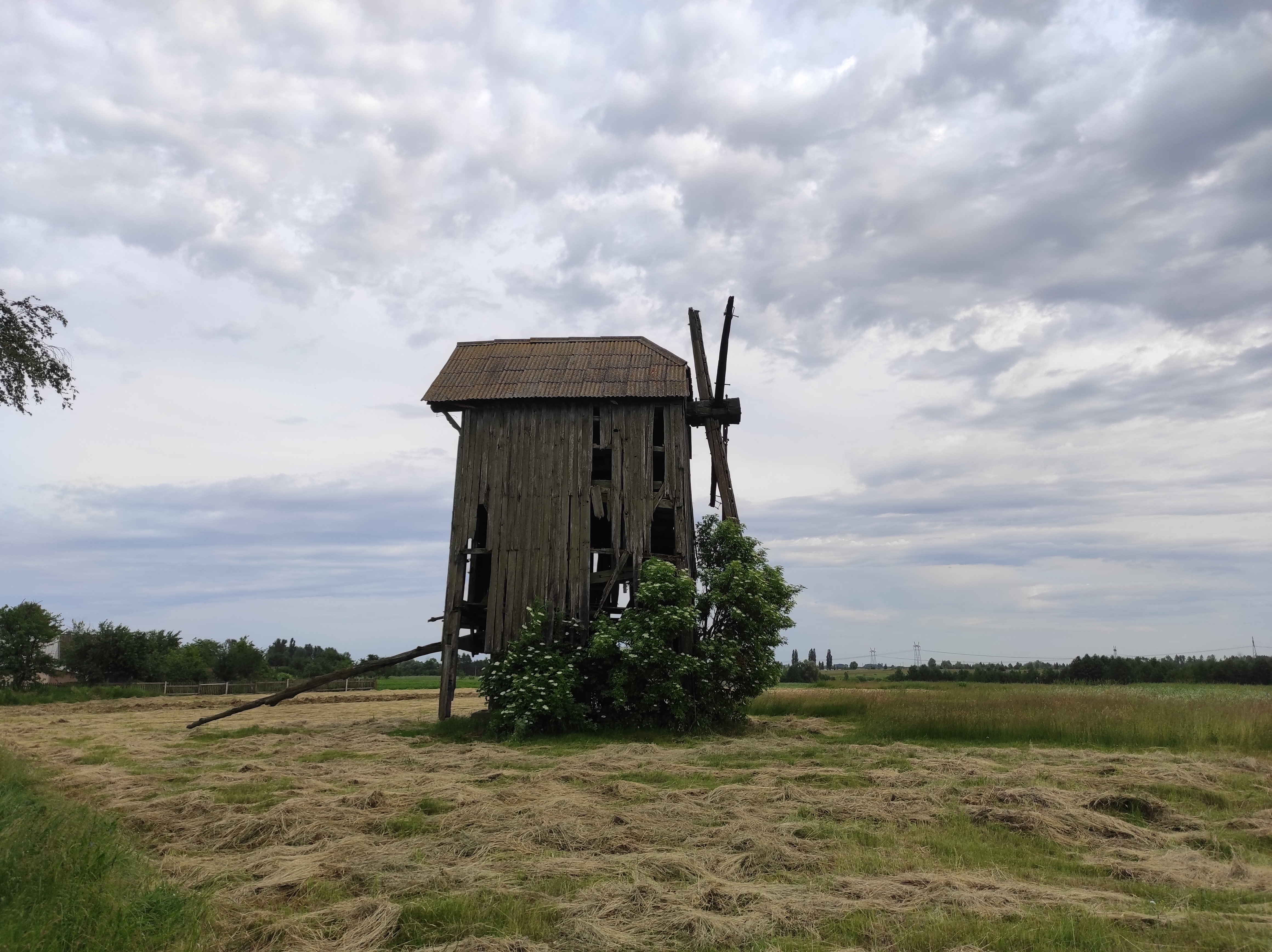
Корчівка Вітряк

Колишня назва — Корчівка Перша. Назву отримали від річки Корчеватий (нині річка Глибинець). Села розміщувалися поруч, але по різні береги річки. Корчівка Перша відносилася до Бежівської волості Житомирського повіту, а Корчівка Друга до Потіївської волості Радомисльського повіту Київської губернії. Корчівка Друга злилася з Корчівкою Першою та станом на 01.10.1941 року на обліку не значиться.
У 1906 році село Бежівської волості Житомирського повіту Волинської губернії. Відстань від повітового міста 30 верст, від волості 5. Дворів 26, мешканців 154.
На околиці села зберігся вітряк.
У 1926—54 роках — адміністративний центр Корчівської сільської ради Черняхівського району.

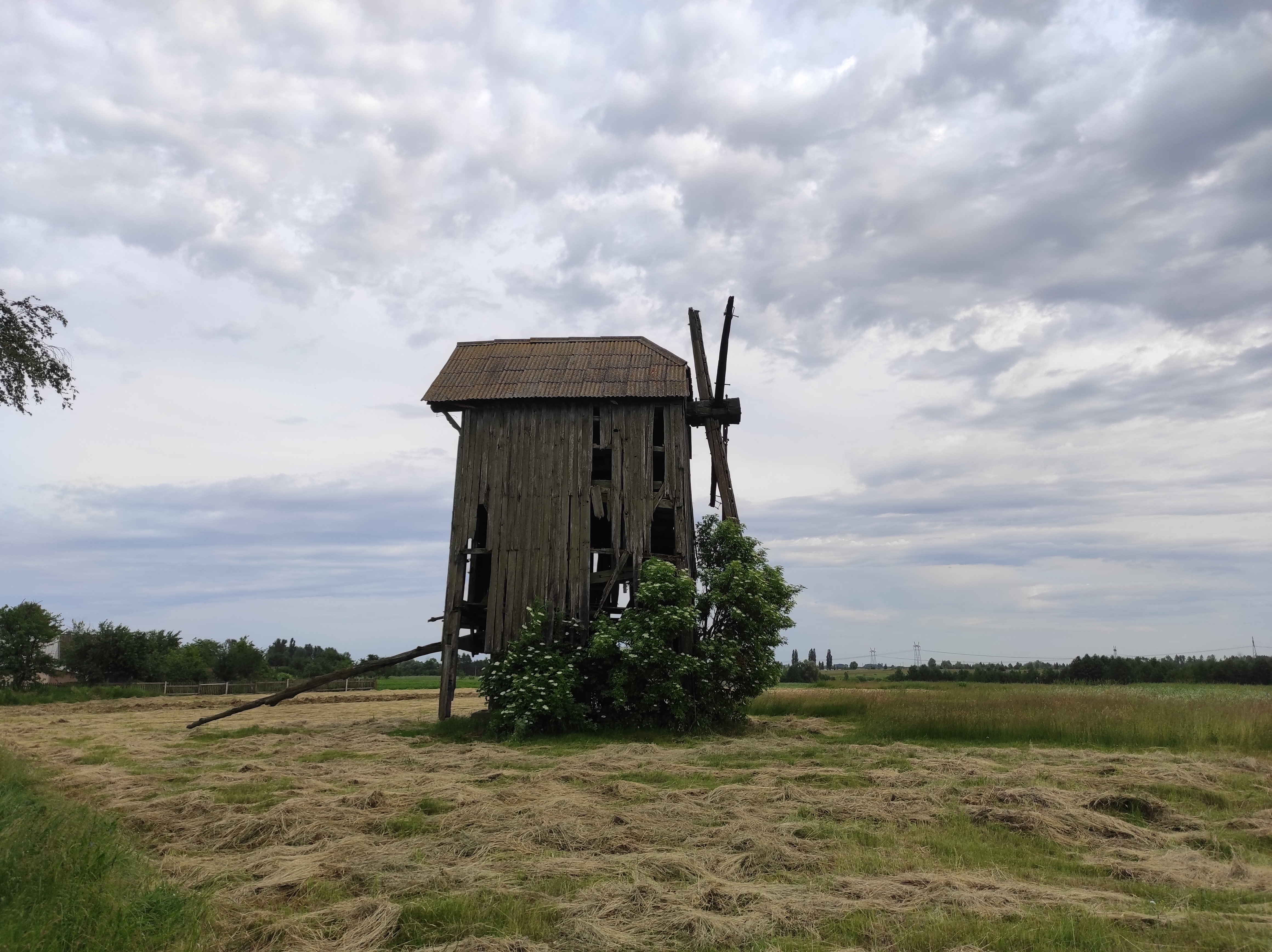
Вітряк, Корчівка,

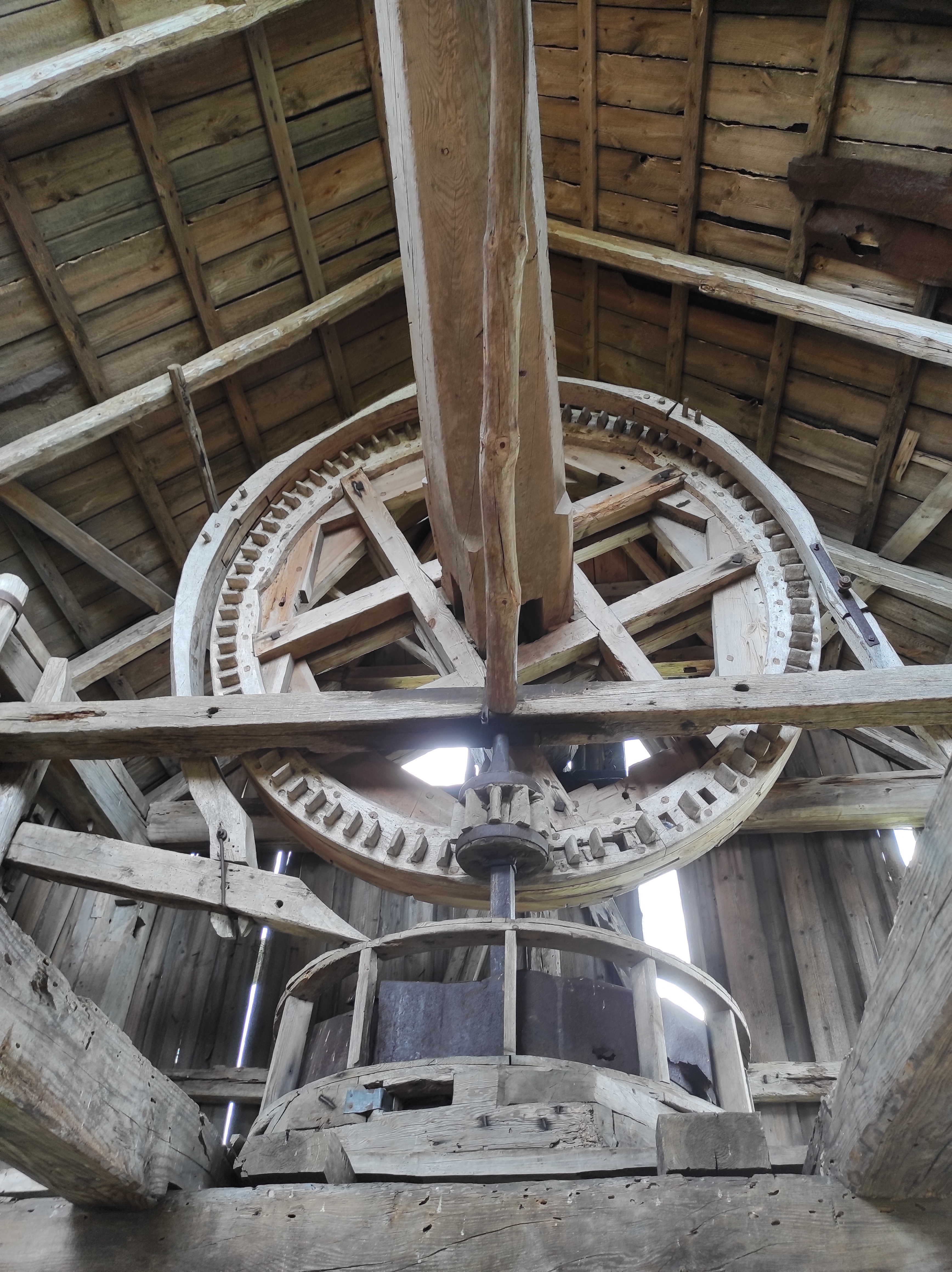
Вітряк, Корчівка,

Колишній орган місцевого самоуправління — Сліпчицька сільська рада.